# NGC 2304
NGC 2304 é um aglomerado aberto na direção da constelação de Gemini. O objeto foi descoberto pelo astrônomo William Herschel, em 1783, usando um telescópio refletor com abertura de 18,6 polegadas. Devido a sua moderada magnitude aparente (+10), é visível apenas com telescópios amadores ou com equipamentos superiores. 